# 패밀리 레스토랑
패밀리 레스토랑(Family restaurant)은 가족을 위한 레스토랑이다. 일방적인 레스토랑의 식사 예법을 버리고 가족끼리 자유롭게 먹는 레스토랑이라 볼 수 있다.  일본에선 '파미레스'라고 줄여 부르기도 한다.
패밀리 레스토랑의 시초는 미국에서 시작되었으며 아웃백 스테이크하우스, 베니건스, T.G.I. Fridays 등이 대표적인 인기 브랜드였다. 대한민국에서는 1990년대 후반에 진출해 2000년대 패밀리 레스토랑 붐을 타고 큰 인기를 누렸다. 2003년까지는 T.G.I. Fridays가 국내 패밀리 레스토랑 점유율 1위였으나, 2004년부터 아웃백이 역전했다. 그러나 2010년대 초반부터 패밀리 레스토랑의 인기가 시들고 요식업계가 변화하면서 패밀리 레스토랑은 직격탄을 맞았는데, 베니건스는 2009년 바른손에 인수된 이후 2016년 2월 한국에서 철수하였다. T.G.I. Fridays 역시 2010년대에 접어들면서 대규모로 점포를 감축하는 등 시장의 규모가 작아졌고, 아웃백의 경우 2017년 사모펀드에 인수된 이후 메인 메뉴인 스테이크 자체의 고급성을 부여하는 방식으로 영업 전략을 변경하여 유일하게 안정세를 보여주고 있다.